# Karolina Stanisławczyk
Karolina Stanisławczyk (30 maggio 2000) è una cantante polacca.

## Biografia
Karolina Stanisławczyk ha studiato canto presso la Scuola di musica jazz Krzysztof Komeda. Ha avviato la sua carriera partecipando a concorsi canori locali, e nel 2019 è stata invitata da Jonatan Chmielewski del duo MIYO a partecipare ai brani Wyliczanka e Zapomnieć.
Nel 2020 ha firmato il suo primo contratto discografico con la Hypsteria Records, su cui ha iniziato a pubblicare musica. Il suo primo singolo di successo, Cliché, ha raggiunto la 9ª posizione della classifica polacca nella primavera del 2021 ed è stato certificato disco di platino dalla Związek Producentów Audio-Video con oltre 20 000 unità vendute a livello nazionale. Il suo album di debutto, anch'esso intitolato Cliché, è stato pubblicato nel maggio 2021.
Karolina Stanisławczyk è stata annunciata fra i dieci artisti partecipanti a Tu bije serce Europy! Wybieramy hit na Eurowizję 2022, il programma di selezione del rappresentante polacco all'annuale Eurovision Song Contest, dove presenterà l'inedito Move in collaborazione con la cantante Chika Toro.

## Discografia

### Album in studio
- 2021 – Cliché

### Singoli
- 2020 – Malibu
- 2020 – V.I.B.E. (con Michał Szczygieł)
- 2021 – Cliché
- 2021 – Atrament (con Don Juan)
- 2021 – Slow Motion (con Urbaniaque)
- 2021 – Ostry dyżur
- 2022 – Move (feat. Chika Toro)

#### Come artista ospite
- 2020 – Świetlne cienie (Kamerzysta feat. Karolina Stanisławczyk)
- 2020 – Linia (Urban feat. Karolina Stanisławczyk)